# Megaulon chlorellus
Megaulon chlorellus är en insektsart som beskrevs av Naudé 1926. Megaulon chlorellus ingår i släktet Megaulon och familjen dvärgstritar. Inga underarter finns listade i Catalogue of Life.